# Gran hambruna de los metales
La Gran hambruna de los metales fue una escasez de metales preciosos que golpeó a Europa en el siglo XV, y los peores años de la hambruna duraron desde 1457 hasta 1464. Durante la Edad Media, las monedas de oro y plata vieron un uso generalizado como moneda en Europa, y facilitaron el comercio con el Medio Oriente y Asia, por lo que la escasez de estos metales se convirtió en un problema para las economías europeas. Se han propuesto muchas causas para la hambruna, tales como la Guerra de los Cien Años (1337–1453), la despoblación y la escasa producción agrícola debido a las secuelas de la Peste Negra (1346–1353), y una salida de plata hacia el este sin esta ser igualada por producción minera. La Baja Edad Media particularmente vio un déficit en plata en lugar de oro.

## Resumen
Numerosos factores pueden haber causado la gran hambruna de los metales. En el siglo XIV, la Peste Negra devastó Europa, matando a más de la mitad de su población y dejando muchas áreas muy despobladas e incapaces de cumplir con los niveles previos de producción económica. Además, Europa tenía un déficit de metales preciosos de larga data en su comercio con Oriente Medio y Asia, el cual llevaba desde los días del Imperio Romano. Esto se debe al hecho de que los productos de China e India, tales como las especias, las sedas y el algodón, eran muy raros o no estaban completamente disponibles en Europa y, por lo tanto, eran muy valorados. Sin embargo, Europa carecía de una mayor cantidad de productos para comerciar con el este, por lo que dependían de los metales preciosos, los cuales siempre estaban en demanda debido a su uso en monedas, lingotes y artículos de lujo. Esto significaba que a cambio de bienes orientales renovables, Europa estaba intercambiando sus metales preciosos no renovables. Además, el precio de los bienes era muy bajo en Europa, lo que empeoraba el déficit comercial.

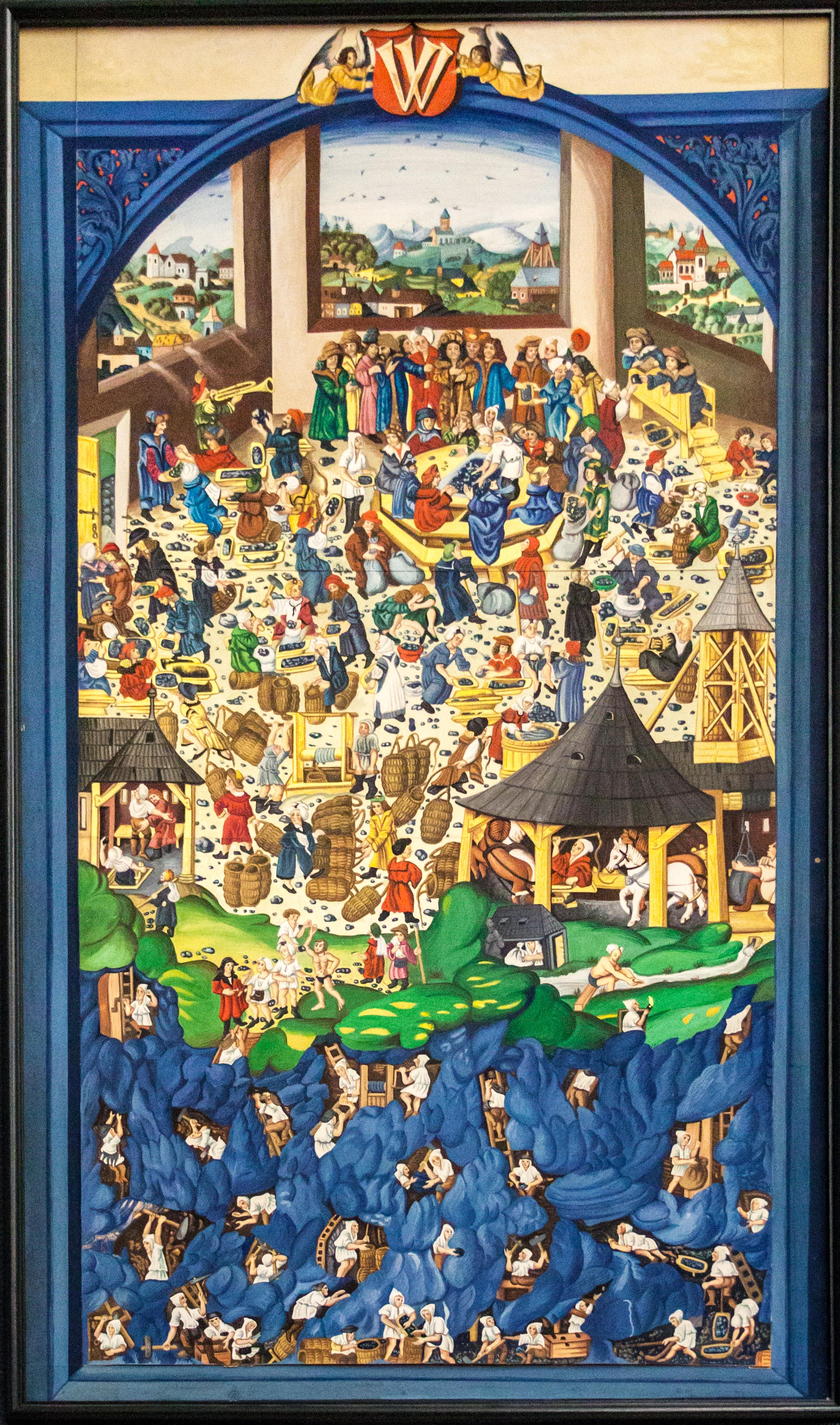
Mina de plata en Kutná Hora en el siglo XV

Estos factores probablemente llevaron al debilitamiento de las cecas de plata de Europa. Desde 1392, la acuñación de plata en Francia se había ralentizado y, casi al mismo tiempo, Suecia dejó de acuñar plata durante los siguientes veinte años. [Cita requerida] Una ausencia de metales preciosos instó a las cecas en Renania a cerrar una tras otra entre 1440 y 1443, así como también las cecas de plata en la actual Alemania, Austria, República Checa y Eslovaquia. Una de las cecas de plata más grandes de Europa, ubicada en Kutná Hora, en el Reino de Bohemia (actual República Checa), había representado en su momento un tercio de la producción total de plata de Europa, pero en 1370 su producción comenzó a disminuir, por lo que más tarde fue cerrada por decreto del rey Segismundo en 1422. La producción de plata también disminuyó en las cecas de Srebrenica, Reino de Bosnia y Novo Brdo en el Despotado de Serbia. De 1440 a 1450, muchas otras cecas europeas importantes, incluidas las de Inglaterra, también vieron una producción muy reducida. La casa de moneda inglesa en Calais cerró por completo en 1442, y durante un momento, la Torre de Londres albergó la única ceca activa en el noroeste de Europa. En el apogeo de la hambruna de los metales, las cecas cerraron en Flandes, Holanda, Henao, Dordrecht y Valenciennes.
Combinado con el déficit comercial resultante del comercio oriental, esto condujo a una escasez crítica de metales preciosos y una escasez de monedas; principalmente de aquellas con denominaciones pequeñas. Debido a la hambruna de los metales, las tasas salariales se vieron afectadas durante el siglo XV.

## La crisis de la plata
La escasez de plata alcanzó su punto máximo a mediados del siglo XV en toda Europa. Las minas de plata comenzaron a disminuir en la producción durante el siglo XIV; en parte debido al costo económico de la Peste Negra, así como a la incapacidad de acceder y extraer plata a mayores profundidades debido a la imposibilidad de evitar que las minas se inunden. Este problema no solo afectó a las minas de plata, sino también a las minas de cobre, en las cuales el cobre también se usó como moneda en algunos lugares con valores considerablemente menores. Además, el proceso de licuación aún no se había desarrollado, por lo que los minerales que contenían plata, tanto como el cobre rico en plata de Europa Central, no podían refinarse en plata utilizable.
Esta escasez afectó a toda Europa, incluido el Reino de Inglaterra, lo cual redujo drásticamente la cantidad de nuevas monedas de plata emitidas para su circulación durante esta crisis. Eduardo I de Inglaterra emitió 100 toneladas de monedas de plata de 1278 a 1280, pero Enrique IV de Inglaterra, quien gobernó durante la Hambruna, solo emitió 2 toneladas de monedas nuevas de 1412 a 1414. Para evitar la deflación, se tomaron medidas como el envilecimiento, pero en última instancia, el precio de los bienes seguía siendo tan bajo como para causar dificultades económicas. La incapacidad de las minas de plata para igualar la demanda llevó a la búsqueda de una alternativa como el oro. Sin embargo, la disponibilidad de oro no proporcionó una solución para la crisis, porque el oro era más valorado que la plata, y no era adecuado para pequeñas transacciones. Eventualmente, el problema de la escasez de plata se extendería de Europa al Medio Oriente, y afectaría el Lejano Oriente, incluida la dinastía Ming.

## Comercio veneciano de plata
El comercio veneciano de plata se vio muy afectado por la hambruna de los metales. Normalmente, la plata producida en las minas de Europa Central y los Balcanes fluía a través de los puertos venecianos, para ser así comercializada con comerciantes por productos orientales. La exportación veneciana de plata al este aumentó a una tasa de más de 20 toneladas por año en la década de 1420. Aparentemente en este punto, solo la plata bosnia fue capaz de compensar la escasez de plata en Europa. En el siglo XV, los barcos venecianos que iban a Alejandría o al puerto del Mar Negro para intercambiar, a menudo traían consigo monedas de oro y plata y lingotes por valor de aproximadamente 100.000 ducados.
Con el tiempo, incluso las minas de plata bosnias comenzaron a disminuir en la producción, y durante la década de 1430, los comerciantes venecianos comenzaron a comerciar principalmente con oro. La gente luchaba en otras partes de Europa en este momento sin el flujo de plata y oro. Con la escasez de divisas, las personas no podían realizar transacciones diarias, y la deflación redujo el precio de los bienes, lo que también tuvo el efecto de empobrecer a quienes producirían o venderían los bienes. Además, las minas de plata en funcionamiento en Serbia fueron tomadas por los turcos en 1455, y también capturaron la última mina de Bosnia en 1460. En 1462, el dux Cristoforo Moro acuñó el último grosso de plata, y el 17 de marzo de 1464 comerciaron la mayor parte del dinero de la ciudad con Siria, por lo que no quedó nada más que monedas pequeñas. En este punto, Constantinopla ya había caído en manos de los otomanos, lo que significa que los venecianos quedaron excluidos del comercio del Mar Negro, debido al control turco sobre el estrecho del Bósforo. En este punto, la hambruna de los metales alcanzó su punto máximo, lo cual culminó en una asfixia del comercio veneciano.

## La crisis del oro
La gran hambruna de los metales no solo afectó el suministro europeo de plata, sino que también afectó la extracción de oro en Europa. Los comerciantes cristianos en Europa usaban el oro como moneda, lo que también creaba una demanda de oro. Inicialmente, Portugal fue golpeado en 1383 cuando acuñó su última moneda de oro hasta 1435. La producción de oro en la parte noroeste de Europa disminuyó considerablemente de 1414 a 1454. Flandes (hoy en día Bélgica) fue uno de los principales productores de oro de Europa, pero en 1454, sus cecas de oro fueron cerradas. El cercano Brabante también dejó de acuñar oro de 1439 a 1453, debido a un suministro insuficiente. Del mismo modo, las cecas en otros lugares como Amiens, San Quintín, Tournai y Renania también tenían poco oro. Tarde o temprano, la escasez de oro se agravó y provocó que el precio de mercado del oro excediera las tasas legales, lo que obligó a la producción de monedas de oro a cesar en muchos lugares.

## Auge de la minería de plata y cobre en Alemania y Europa Central

### Fase I
La hambruna de los metales llevó a la necesidad de una forma alternativa de adquirir plata. En 1448, se exploraron nuevas minas de plata en Schneeberg, Sajonia, Schwaz y Tirol, para satisfacer la creciente demanda de plata. En 1451, se descubrió un nuevo proceso conocido como liquidación, el cual permitió que el cobre rico en plata de Europa Central se separara en plata y cobre, y a fines de la década de 1450, Martin Claus de Gotha encontró una solución al problema de la inundación de minas de plata en Sajonia. Las viejas minas se reabrieron rápidamente, y se hicieron nuevos descubrimientos en las montañas de Harz (Erzgebirge). Las antiguas minas de plata, incluidas las de Kutná Hora, Freiberg y Rammelsberg, reanudaron sus operaciones a gran escala. El auge de la minería de plata y cobre comenzó en la década de 1460 y alcanzó su punto máximo en 1540 en Europa Central.

### Fase II

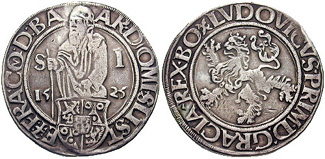
Moneda de plata Joachimsthaler

El flujo de plata fue constante, y una gran cantidad de plata vino de Italia en 1471, el cual creció hasta convertirse en el área clave del comercio de plata. Milán, en el norte de Italia, se convirtió en la principal ciudad para el intercambio de metales; especialmente plata.
Los venecianos aprendieron de la crisis de la plata de 1465, y usaron monedas de cobre en lugar de plata como moneda en 1473. El comercio bien organizado de metales preciosos en Venecia llevó a los venecianos a abrir nuevas minas de cobre en los Alpes y los Cárpatos. La idea de utilizar el cobre como moneda tardó mucho en ser asimilada por los venecianos y a quienes comerciaban con ellos. Incluso después de que la moneda a base de cobre comenzó a fluir al mercado, el deseo de comerciar con plata no terminó. Esa demanda continua condujo a la apertura de una mina de plata en Joachimsthal en Bohemia en 1516, la cual producía 3 millones de onzas de plata por año en su punto máximo durante la década de 1530.
La plata de la mina Joachimsthal se usó para hacer monedas de plata llamadas Joachimsthaler, que más tarde se denominaron táleros y se usaron en gran parte de Europa durante más de cuatrocientos años. Este nombre sigue vivo en el dólar y en el tolar esloveno.

## Comercio portugués-africano de oro
La escasez de oro durante el siglo XV en Europa motivó la importación de oro de otros continentes. Los portugueses intentaron resolver la escasez de oro viajando a África, donde se rumoreaba que el oro se encontraba en abundancia. Este rumor probablemente se originó en el hecho de que las rutas comerciales transsaharianas entre los comerciantes de Songhai y del norte de África habían proporcionado oro a Europa desde hace mucho tiempo. En un momento, dos tercios del oro de Europa se originaron en el África subsahariana.
La expansión portuguesa en África comenzó debido a la determinación del rey Juan I de ingresar a las partes productoras de oro de África occidental. Finalmente, el hijo del rey Juan, el príncipe Enrique el Navegante, enviaría expediciones para explorar más estas oportunidades para encontrar oro. Al principio, los portugueses fundaron puestos comerciales a lo largo de la costa de África occidental, en lugar de asentamientos duraderos. Las esperanzas surgieron cuando el capitán portugués Antão Gonçalves encontró oro en Guinea, África Occidental y lo trajo de regreso a Lisboa en 1441. Eventualmente, los portugueses se darían cuenta de que este oro se dirigía a Marruecos a través del Sahara y buscarían asegurar este comercio por sí mismos.
El oro todavía tenía una gran demanda, ya que la captura de Constantinopla por los turcos otomanos en 1453 fue una gran pérdida para los comerciantes venecianos, cuyos barcos ahora estaban excluidos del comercio del Mar Negro debido al control turco del estrecho del Bósforo. La deficiencia crítica del oro en Venecia y en otros lugares hizo que el precio del oro se disparara, hasta el punto en el cual el oro valía alrededor de 12,5 veces más que la plata. Sin embargo, en 1455, Sicilia importó 15,000 onzas de oro del norte de África a cambio de trigo, y ese mismo año, Portugal acuñaría monedas cruzadas hechas de oro africano. En poco tiempo, los portugueses reemplazaron a los venecianos y encontraron un flujo de oro de África que satisfizo la demanda de la economía europea. Desde 1440, los portugueses habían importado volúmenes más pequeños de oro de Senegal y Gambia. Sin embargo, después de 1471, el comercio de oro portugués-africano comenzó en serio cuando los portugueses llegaron a la llamada "Costa de Oro" de Guinea, en la actual Ghana. Para 1482, habían construido una fortaleza en Sao Jorge da Mina para cimentar su dominio en la costa y el comercio cercano. En un futuro cercano, los portugueses enviaban hasta 25,000 onzas de oro por año de regreso a Lisboa en una flota del tesoro de 12 carabelas. Los portugueses también construyeron fuertes en Cabo Blanco, Sierra Leona, para salvaguardar sus puestos comerciales de los competidores competidores europeos. Al hacer esto, los portugueses desviaron el comercio de oro y esclavos alrededor del desierto del Sahara y directamente a Europa, provocando el declive de las rutas comerciales transsaharianas y el surgimiento de Portugal como una potencia comercial influyente.
A pesar de que una variedad de viajeros ingleses intentaron entrar en el comercio de oro africano, los portugueses conservaron una participación mayoritaria durante todo el siglo XVI. El explorador portugués Bartolomeu Dias luego rodeó el Cabo de Buena Esperanza en 1488 en un intento de establecer una ruta marítima a la India, y cuatro años después, Cristóbal Colón descubriría el Nuevo Mundo, abriendo la puerta a una fuente completamente nueva de metales preciosos importados.

## La Era de los Descubrimientos y el fin de la hambruna
El auge de la minería de plata y cobre en Europa central, provocado por métodos alternativos de fabricación y extracción de plata, marcó el final de la crisis de la plata en Europa. Además, las exploraciones portuguesas de la costa de África iniciaron rutas nuevas e innovadoras para que los europeos adquirieran oro subsahariano. La demanda de oro más tarde sería un gran motivador de exploración en las Américas durante la Era del Descubrimiento, e incluso podría haber contribuido al mito de las Siete Ciudades del Oro. Cristóbal Colón mencionó el oro en el diario que documenta su primer viaje 65 veces. Después de mediados del siglo XVI, el descubrimiento de la plata en América Latina puso fin a la gran hambruna de lingotes para siempre, y Europa entró en una era de levantamiento precios conocidos como la revolución de los precios, y el comercio con el mundo oriental aumentó considerablemente.